# Чемпионат Гренландии по волейболу среди женщин
Чемпионат Гренландии по волейболу среди женщин — ежегодное соревнование женских волейбольных команд Гренландии. Проводится с 1984 года.

## Формула соревнований
Чемпионат проводится в одном городе в течение нескольких дней. Турнир состоит из двух этапов — предварительного и финального. В 2021 на предварительной стадии команды играли в один круг. По её итогам две лучшие команды вышли в финал и разыграли первенство. Бронзовые медали оспорили команды, занявшие на предварительном этапе 3—4-е места.
Чемпионат 2021 прошёл 5 команд: АВИ (Маниитсок), И-69 (Илулиссат), КТ-ВИ (Кангаамиут), ПВН (Нуук), КИФ-70 (Касигианнгуит). Чемпионский титул выиграл И-69, победивший в финале АВИ 3:1. 3-е место занял КТ-ВИ.

## Чемпионы
| - 1984 АВИ Маниитсок - 1985 ГСС Нуук - 1986 ГСС Нуук - 1987 АВИ Маниитсок - 1988 ГСС Нуук - 1989 ГСС Нуук - 1990 АВИ Маниитсок - 1991 АВИ Маниитсок - 1992 АВИ Маниитсок - 1993 ГСС Нуук - 1994 АВИ Маниитсок - 1995 АВИ Маниитсок - 1996 ГСС Нуук - 1997 ГСС Нуук - 1998 ГСС Нуук - 1999 АВИ Маниитсок - 2000 ГСС Нуук - 2001 АВИ Маниитсок - 2002 АВИ Маниитсок | - 2003 ГСС Нуук - 2004 АВИ Маниитсок - 2005 ГСС Нуук - 2006 АВИ Маниитсок - 2007 ГСС Нуук - 2008 ГСС Нуук - 2009 ГСС Нуук - 2010 ГСС Нуук - 2011 ПВН Нуук - 2012 АВИ Маниитсок - 2013 АВИ Маниитсок - 2014 ПВН Нуук - 2015 ГСС Нуук - 2016 ГСС Нуук - 2017 ГСС Нуук - 2018 АВИ Маниитсок - 2019 КТ-ВИ Кангаамиут - 2020 чемпионат отменён - 2021 И-69 Илулиссат |